# Vegas de Matute
Vegas de Matute es un municipio y localidad española de la provincia de Segovia, en la comunidad autónoma de Castilla y León, situada a unos 19 km de la capital.
En su término municipal se encuentra, a kilómetro y medio al este de la localidad, el despoblado medieval de Matute, que dejó su nombre al topónimo de Vegas de Matute, el cual se llamó Las Vegas y era un barrio de Matute.

## Geografía

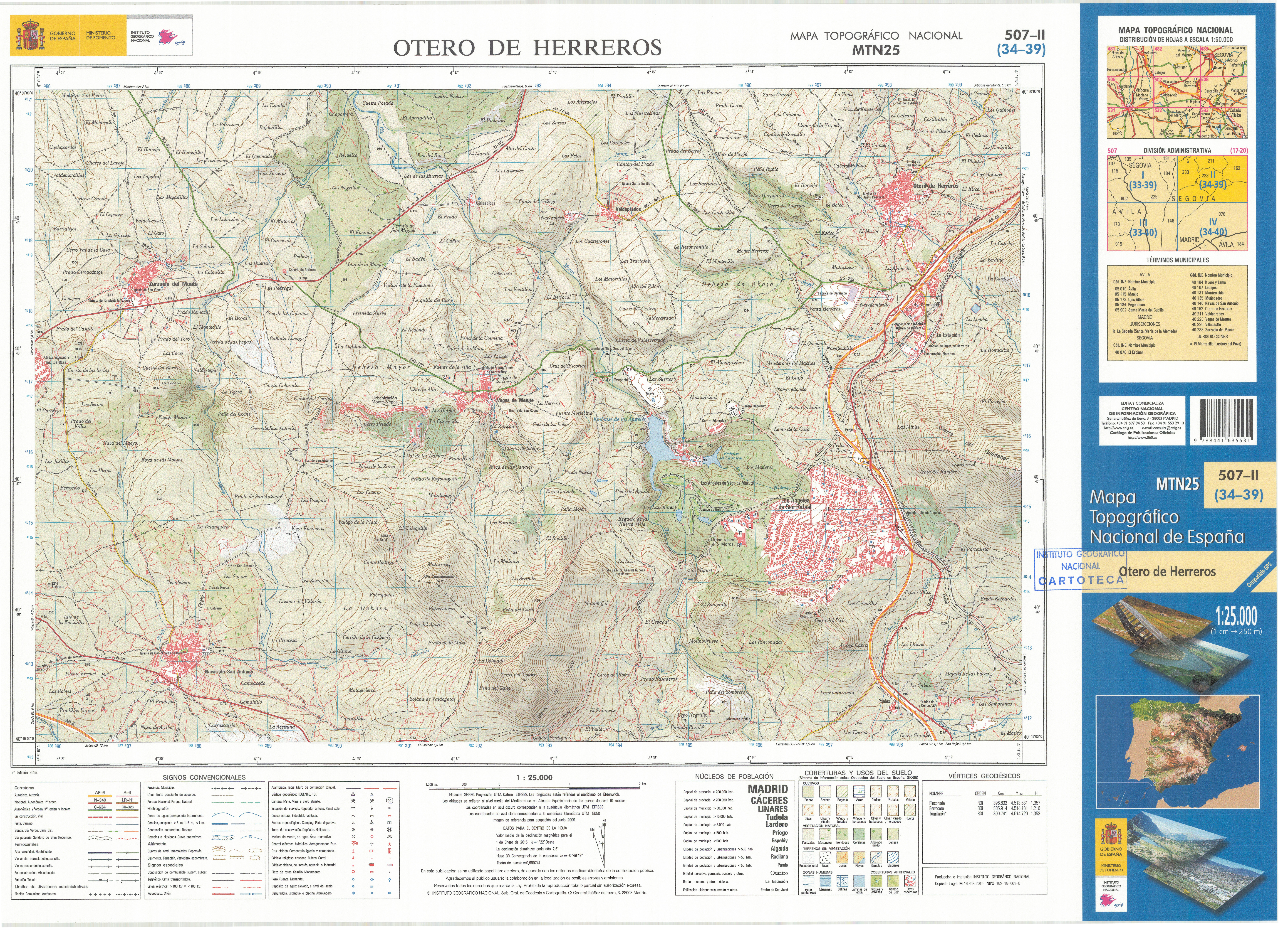
Fragmento de la hoja 507 del Mapa Topográfico Nacional de España de 2015 en el que se representa Vegas de Matute

El término municipal consta de 21,92 km².
El municipio está dividido en los barrios la Lobera, el Zancao y Matute. Además la urbanización de Montevegas y parte de la de Los Ángeles de San Rafael pertenecen a esta localidad.
| Noroeste: Valdeprados          | Norte: Guijasalbas, Valdeprados | Noreste: Otero de Herreros |
| Oeste: Zarzuela del Monte      |                                 | Este: Otero de Herreros    |
| Suroeste: Navas de San Antonio | Sur: El Espinar                 | Sureste: El Espinar        |

## Historia

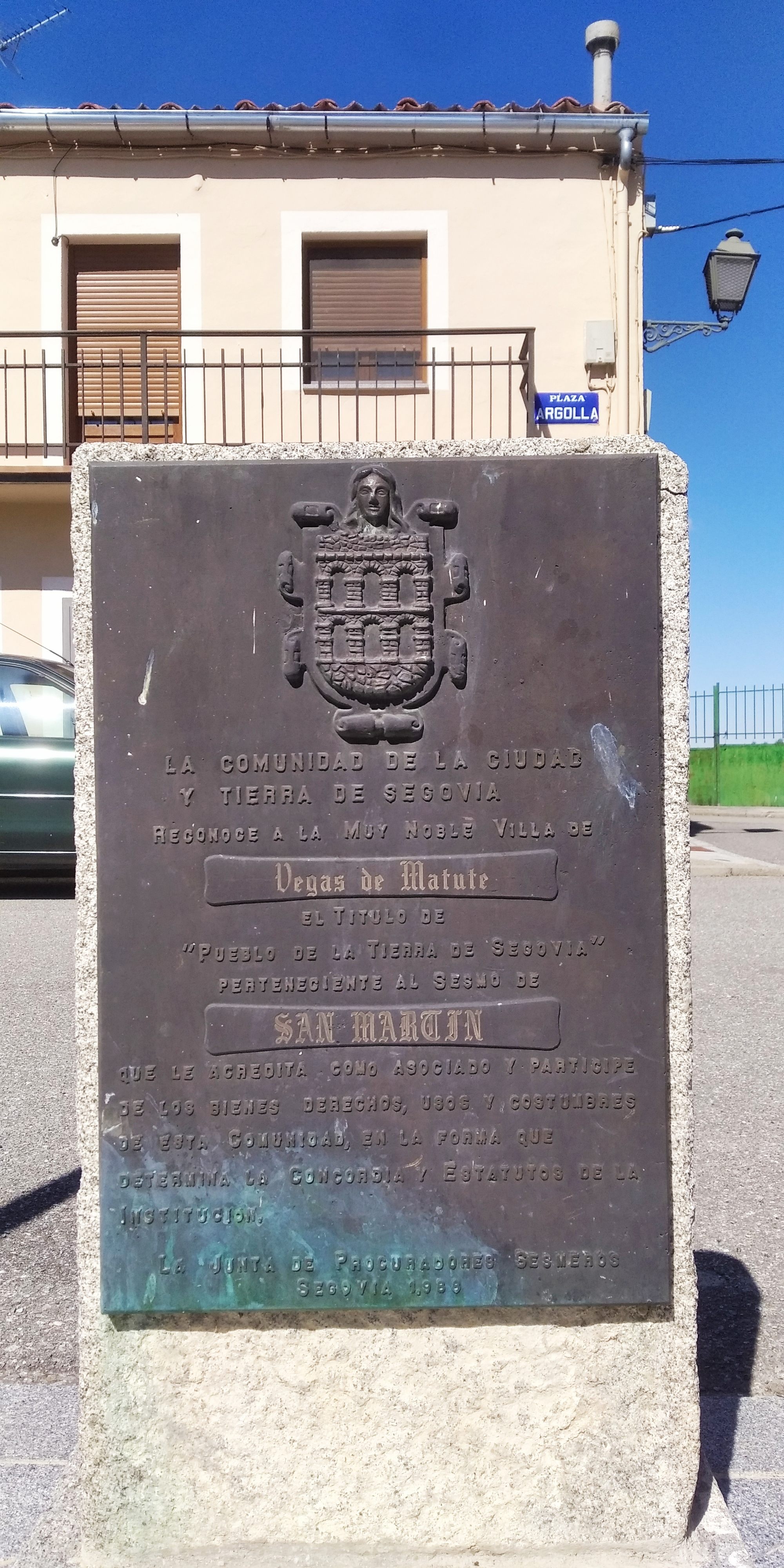
Documento en el que se reconoce a Vegas de Matute como Pueblo de la Tierra de Segovia perteneciente al Sexmo de San Martín

En la Edad Media, se documenta en la ribera del río Moros, vecina a la ermita de Nuestra Señora una aldea que perteneció a la comunidad de Villa y Tierra de Segovia y al Sexmo de San Martín, inscrita con el nombre de Matute, de cuyo despoblado pasarían los vecinos al nuevo lugar de Vegas de Matute. En el Catastro del Marqués de la Ensenada se hace referencia a la «Villa de Vegas de Matute y despoblado de Matute».
En el siglo XIII la Torre y Casa Fuerte villa fueron regaladas por el rey Sancho IV el Bravo al linaje de los Segovia por su colaboración en sus guerras y disputas junto con el derecho a Pechos y Rentas Reales en la zona.
Pertenece desde su fundación al Sexmo de San Martín de la Comunidad de ciudad y tierra de Segovia.

## Demografía
Cuenta con una población de 339 habitantes (INE 2024).
| Gráfica de evolución demográfica de Vegas de Matute entre 1842 y 2021                                               |
| |
| Población de derecho según los censos de población del INE Población de hecho según los censos de población del INE |

## Economía
Actualmente se basa en la ganadería de montaña. La agricultura prácticamente se ha abandonado, y lo que se cultiva es para uso ganadero.
Antiguamente se cocía cal en los hornos, de los que todavía quedan algunos en bastante buen estado. También se extraía caolín de la mina.

## Símbolos
El escudo heráldico y la bandera que representan al municipio fueron aprobados oficialmente el 21 de abril de 2010.

## Administración y política
| Periodo   | Nombre                    | Partido |
| --------- | ------------------------- | ------- |

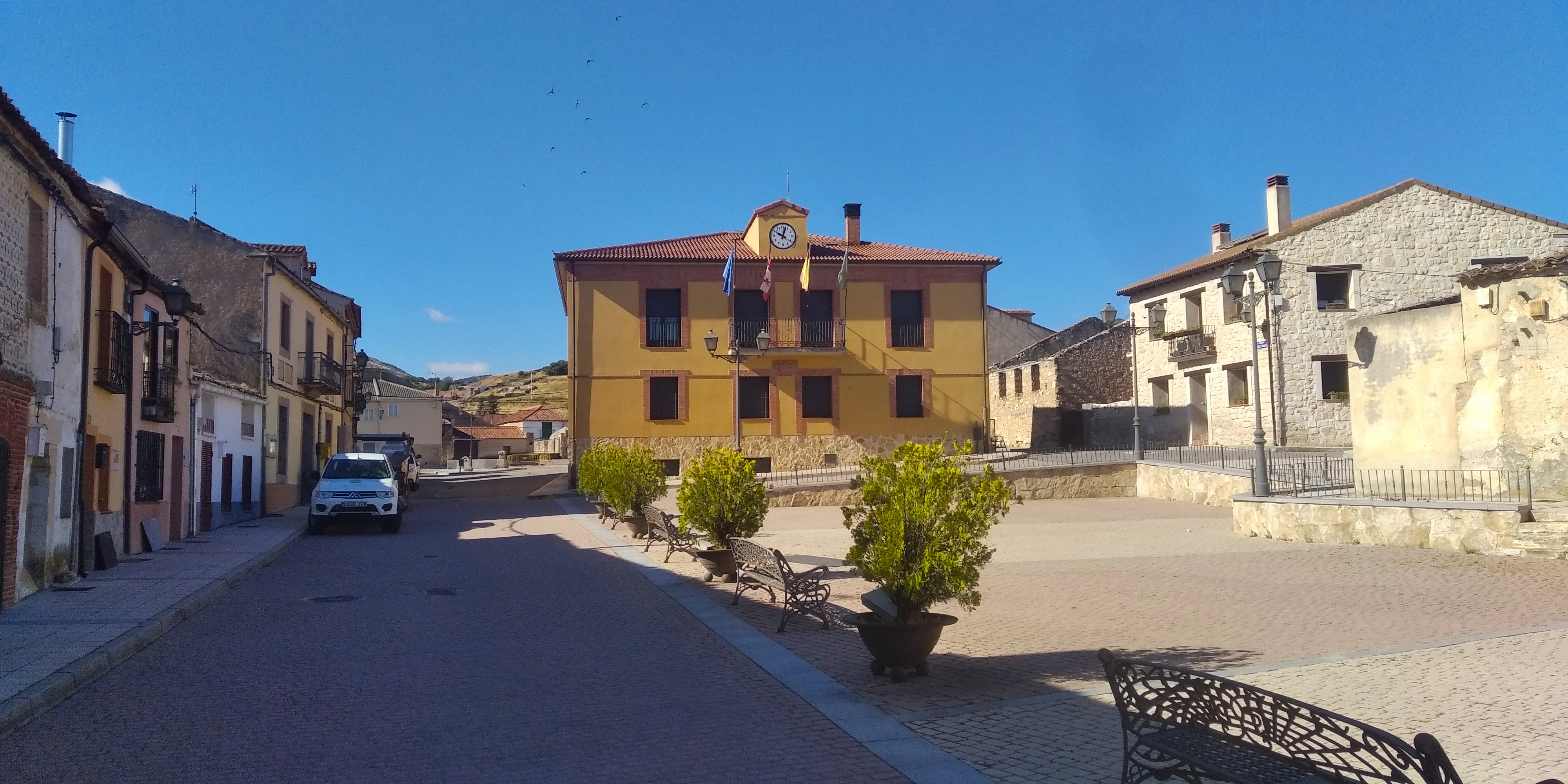
Casa consistorial en la Plaza Mayor, sede del Ayuntamiento de Vegas de Matute

| 1979-1983 | Francisco de Frutos Heras | UCD     |
| 1983-1987 | Gregorio Allas Cubo       | PSOE    |
| 1987-1991 | Gregorio Allas Cubo       | PSOE    |
| 1991-1995 | José Luis Cubo Cruz       | PSOE    |
| 1995-1999 | José Luis Cubo Cruz       | PSOE    |
| 1999-2003 | José Luis Cubo Cruz       | PSOE    |
| 2003-2007 | Gregorio Allas Cubo       | PP      |
| 2007-2011 | Gregorio Allas Cubo       | PP      |
| 2011-2015 | Juan Miguel Martín Useros | PSOE    |
| 2015-2019 | Juan Miguel Martín Useros | PSOE    |
| 2019-2023 | Jesús Sanz Barreno        | PSOE    |
| 2023-act. | Jesús Sanz Barreno        | PSOE    |

## Cultura

### Patrimonio

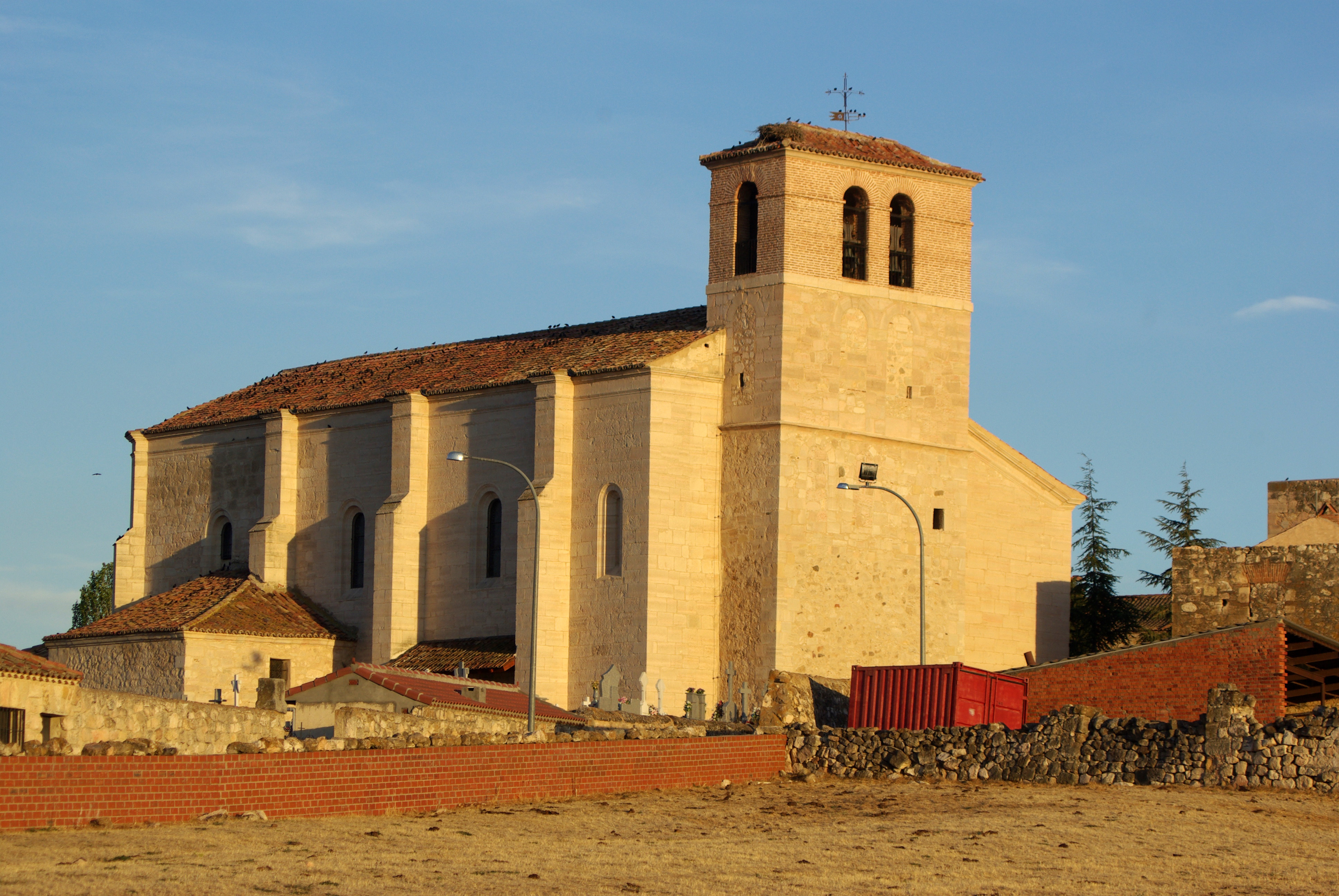
Iglesia de Santo Tomás de Canterbury

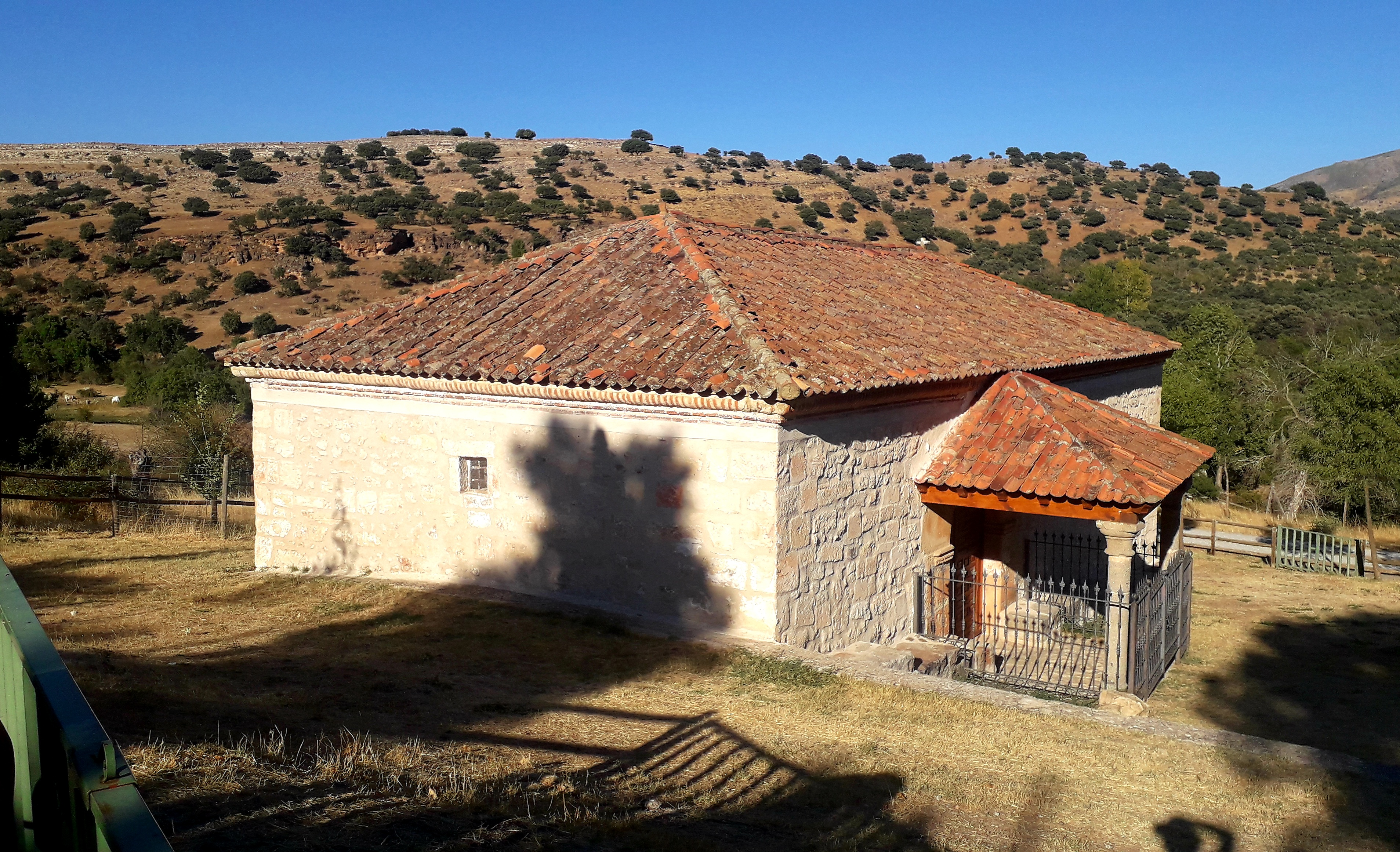
Ermita de la Virgen de Matute

- Iglesia de Santo Tomás de Canterbury, monumento gótico que se comenzó hacia 1540, con trazado de Rodrigo Gil de Hontañón, y como capilla dedicada a Santo Tomás que acogiera los sepulcros de la familia de los Condes de Vegas. Se amplió el templo a comienzos del siglo XVII, con posterior retablo mayor barroco, «con tres calles separadas con columnas salomónicas». Fue declarada Bien de Interés Cultural el 9 de junio de 1994.[5] Otras fuentes la mencionan como ampliación de la antigua capilla de San Pedro que tradicionalmente ha sido la parte de la iglesia dedicada a que los hombres escucharan la misa, en tanto la nave principal se reservaba a las mujeres.
- Ermita de San Antonio del Cerro, que Las Vegas comparte con los municipios de Las Navas y Zarzuela del Monte, pues está situada sobre las tres coteras (cotas).
- Ermita de Ntra. Señora del Rosario.
- Hornos de cal del Zancao.
- Palacio de Vegas de Matute construido en 1128. Actualmente se encuentra en ruinas.
- Pozo de la Lobera.
- El caño.
- Potro de herrar.
- Parque Arqueológico Hornos del Zancao.
- Molinos en el río Moros del sauquillo, del Batán, de la Guapa y del Valladar.
- Puente el Deseo, con más de 45 metros sobre el embalse de Los Ángeles en el río Moros y destacado valor arquitectónico.[9]
- Acueducto, que parte de la ladera norte de los Calocos, y cuyo tramo más sobresaliente es el gran arco de medio punto del Zancao, de siete metros de altura sobre el arroyo del Zancao, con obra de mampostería y mortero de cal y arena. Parece evidente que la cal usada en su construcción procedía de los cercanos hornos del Zancao, hoy Parque de Arqueología industrial de El Zancao, inaugurado en 2008.[5][10]

### Fiestas
- Santo Tomás, 29 de diciembre.
- Santa Águeda, primer fin de semana de febrero.
- La Ascensión durante el mes de mayo.
- Primer fin de semana de septiembre se celebra la Virgen de Matute cuando se traslada la Virgen desde su ermita que está a orillas del río Moros hasta el pueblo donde estará en la iglesia durante un mes.
- Fiesta de los Caleros (fabricantes de cal), último fin de semana de septiembre.[11]